# Parrocchie civili del Nottinghamshire
Questa è una lista delle parrocchie civili del Nottinghamshire, Inghilterra.

## Ashfield
Hucknall, Kirkby-in-Ashfield, e Sutton in Ashfield non sono coperte da parrocchie.
- Annesley
- Felley
- Selston

## Bassetlaw
Worksop e East Retford non sono coperte da parrocchie.
- Askham
- Babworth
- Barnby Moor
- Beckingham
- Bevercotes
- Blyth
- Bole
- Bothamsall
- Carburton
- Carlton in Lindrick
- Clarborough
- Clayworth
- Clumber and Hardwick
- Cottam
- Cuckney
- Darlton
- Dunham-on-Trent
- East Drayton
- East Markham
- Eaton
- Elkesley
- Everton
- Fledborough
- Gamston
- Gringley on the Hill
- Grove
- Harworth Bircotes
- Haughton
- Hayton
- Headon cum Upton
- Hodsock
- Holbeck
- Laneham
- Lound
- Marnham
- Mattersey
- Misson
- Misterton
- Nether Langwith
- Normanton on Trent
- North Leverton with Habblesthorpe
- North Wheatley
- Norton
- Ragnall
- Rampton
- Ranskill
- Rhodesia
- Saundby
- Scaftworth
- Scrooby
- Shireoaks
- South Leverton
- South Wheatley
- Stokeham
- Sturton le Steeple
- Styrrup with Oldcotes
- Sutton
- Torworth
- Treswell
- Tuxford
- Walkeringham
- Wallingwells
- Welbeck
- West Burton
- West Drayton
- West Markham
- West Stockwith
- Wiseton

## Broxtowe
Beeston e Chilwell non sono coperte da parrocchie.
- Awsworth
- Brinsley
- Cossall
- Eastwood
- Greasley
- Kimberley
- Nuthall
- Stapleford
- Strelley
- Trowell

## Gedling
Arnold e Carlton non sono coperte da parrocchie.
- Bestwood St. Albans
- Burton Joyce
- Calverton
- Colwick
- Lambley
- Linby
- Newstead
- Papplewick
- Ravenshead
- Stoke Bardolph
- Woodborough

## Mansfield
La maggior parte del distretto non è coperta da parrocchie.
- Warsop

## Newark and Sherwood
L'intero distretto è coperto da parrocchie.
- Alverton
- Averham
- Balderton
- Barnby in the Willows
- Bathley
- Besthorpe
- Bilsthorpe
- Bleasby
- Blidworth
- Bulcote
- Carlton-on-Trent
- Caunton
- Caythorpe
- Clipstone
- Coddington
- Collingham
- Cotham
- Cromwell
- Eakring
- East Stoke
- Edingley
- Edwinstowe
- Egmanton
- Elston
- Epperstone
- Farndon
- Farnsfield
- Fernwood
- Fiskerton cum Morton
- Girton
- Gonalston
- Grassthorpe
- Gunthorpe
- Halam
- Halloughton
- Harby
- Hawton
- Hockerton
- Holme
- Hoveringham
- Kelham
- Kersall
- Kilvington
- Kirklington
- Kirton
- Kneesall
- Langford
- Laxton and Moorhouse
- Lindhurst
- Lowdham
- Maplebeck
- Meering
- Newark
- North Clifton
- North Muskham
- Norwell
- Ollerton and Boughton
- Ompton
- Ossington
- Oxton
- Perlethorpe cum Budby
- Rainworth
- Rolleston
- Rufford
- South Clifton
- South Muskham
- South Scarle
- Southwell
- Spalford
- Staunton
- Staythorpe
- Sutton-on-Trent
- Syerston
- Thorney
- Thorpe
- Thurgarton
- Upton
- Walesby
- Wellow
- Weston
- Wigsley
- Winkburn
- Winthorpe

## Nottingham
Nottingham non è coperta da parrocchie.

## Rushcliffe
West Bridgford non è coperta da parrocchie.
- Aslockton
- Barton in Fabis
- Bingham
- Bradmore
- Bunny
- Car Colston
- Clipston
- Colston Bassett
- Costock
- Cotgrave
- Cropwell Bishop
- Cropwell Butler
- East Bridgford
- East Leake
- Elton-on-the-Hill
- Flawborough
- Flintham
- Gamston
- Gotham
- Granby
- Hawksworth
- Hickling
- Holme Pierrepont
- Keyworth
- Kingston on Soar
- Kinoulton
- Kneeton
- Langar cum Barnstone
- Normanton on Soar
- Normanton on the Wolds
- Orston
- Owthorpe
- Plumtree
- Radcliffe on Trent
- Ratcliffe on Soar
- Rempstone
- Ruddington
- Saxondale
- Scarrington
- Screveton
- Shelford and Newton
- Shelton
- Sibthorpe
- Stanford on Soar
- Stanton on the Wolds
- Sutton Bonington
- Thoroton
- Thorpe in the Glebe
- Thrumpton
- Tithby
- Tollerton
- Upper Broughton
- West Leake
- Whatton-in-the-Vale
- Widmerpool
- Willoughby on the Wolds
- Wiverton Hall
- Wysall